# Mont Batur
El Mont Batur (Gunung Batur) és un volcà actiu situat al centre de dues calderes concèntriques al nord-oest del mont Agung a l'illa de Bali, Indonèsia. El costat sud-est de la caldera més gran de 10×13 km conté un llac de caldera. Tant la caldera més gran, com una caldera més petita de 7,5 km es van formar per un col·lapse de la cambra magmàtica. Un primer col·lapse va tenir lloc fa uns 29.300 anys i un de segon, de la caldera interior, fa uns 20.150 anys. Una altra estimació en la data de formació de la caldera interior diu que va ser entre fa uns 23.670 i 28.500 anys.
La primera erupció documentada va ser l'any 1804 i la més recent va ser l'any 2000.
El 20 de setembre de 2012 la UNESCO va incloure la caldera del Mont Batur dins la Xarxa Mundial de Geoparcs.

## Volcà actiu dins la caldera
La paret sud-est de la caldera interior es troba sota el llac Batur. El con del Batur s'ha construït dins la caldera interna a una alçada per sobre la vora exterior de la caldera. L'estratovolcà ha produït fumaroles a gran part de la caldera interior. Les erupcions històriques s'han caracteritzat per activitat explosiva de lleu a moderada, acompanyada en algunes ocasions per l'emissió de lava. Els fluxos de lava basàltica han arribat a la base de la caldera i les ribes del llac Batur al llarg de la seva història.
La caldera conté un estratovolcà actiu de 700 metres d'alçada que s'enlaira sobre la superfície del llac Batur. La primera erupció documentada del Batur va ser el 1804, i des d'aleshores s'han documentat gairebé una trentena d'erupcions, la darrera el 2000.

## Viles a la caldera
La caldera és habitada i en ella hi ha una quinzena de viles. Les quatre viles principals són: Kedisan, Songan, Trunyan i Toya Bungkah. Els habitants de la zona viuen de l'agricultura, però el turisme és cada cop més habitual degut a la caminada relativament senzilla fins al cim del cràter central.

## Sedimentació
La forta sedimentació a la caldera del mont Batur disminueix l'aigua del llac. Es va dissenyar un pla per restringir la ubicació d'allotjaments turístics al voltant del llac, per informar els residents dels problemes de les gàbies de les piscifactories al llac i per dragar part de la sedimentació natural de la cendra volcànica. El llac està subjecte a la contaminació de l'aigua per la pesca i l'escorrentia agrícola, la qual cosa afavoreix el creixement excessiu de jacints d'aigua, empitjorant encara més les condicions del llac.